# Leonor de Württemberg
Leonor de Württemberg (22 de março de 1552 - 12 de janeiro de 1618) foi a segunda esposa de Jorge I, primeiro conde de Hesse-Darmstadt.

## Família
Leonor era a sexta filha do duque Cristóvão de Württemberg e da marquesa Ana Maria de Brandemburgo-Ansbach. Os seus avós paternos eram o duque Ulrich de Württemberg e a princesa Sabina da Baviera. Os seus avós maternos eram o marquês Jorge, Marquês de Brandemburgo-Ansbach e a duquesa Edviges de Münsterberg-Oels.

## Casamentos e descendência
Leonor casou-se primeiro com Joaquim Ernesto, Príncipe de Anhalt no dia 9 de janeiro de 1571 de quem teve dez filhos:
1. Bernardo, Príncipe de Anhalt (25 de setembro de 1571 - 24 de novembro de 1596), morreu aos vinte e cinco anos; sem descendência.
2. Inês Edviges de Anhalt (12 de março de 1573 - 3 de novembro de 1616), casada primeiro com o eleitor Augusto I da Saxónia; sem descendência. Casou-se depois com o duque João II de Schleswig-Holstein-Sonderburg-Plön.
3. Doroteia Maria de Anhalt (2 de julho de 1574 - 18 de julho de 1617), casada com o duque João II de Saxe-Weimar; com descendência.
4. Augusto, Príncipe de  Anhalt-Plötzkau (14 de julho de 1575 - 22 de agosto de 1653), casado com Sibila de Solms-Laubach; com descendência.
5. Rudolfo, Príncipe de Anhalt-Zerbst (28 de outubro de 1576 - 30 de julho de 1621), casado primeiro com a duquesa Doroteia Edviges de Wolfenbüttel; com descendência. Casado depois com Madalena de Oldemburgo; com descendência.
6. João Ernesto, Príncipe de Anhalt (1 de maio de 1578 - 22 de dezembro de 1601), morreu aos vinte e três anos; sem descendência.
7. Luís I, Príncipe de Anhalt-Köthen (17 de junho de 1579 - 7 de janeiro de 1650), casado com a condessa Amöena Amália de Bentheim-Steinfurt-Tecklenburg-Limburg; com descendência. Casado depois com Sofia de Lippe; com descendência.
8. Sabina de Anhalt  (7 de novembro de 1580 - 28 de março de 1599), morreu aos dezoito anos de idade; sem descendência.
9. Joaquim Cristóvão de Anhalt (7 de julho de 1582 - 16 de julho de 1583), morreu com um ano de idade.
10. Ana Sofia de Anhalt (15 de junho de 1584 - 9 de junho de 1652), casada com o conde Carlos Günther de Schwarzburg-Rudolstadt; sem descendência.

Após a morte de Joaquim, Leonor tornou-se na segunda esposa do conde Jorge I de Hesse-Darmstadt no dia 25 de maio de 1589. O casal teve apenas um filho:
1. Henrique de Hesse-Darmstadt (nascido e morto a 21 de março de 1590)

## Genealogia
| Leonor de Württemberg | Pai: Cristóvão, Duque de Württemberg   | Avô paterno: Ulrico, Duque de Württemberg           | Bisavô paterno: Henrique, Conde de Württemberg               |
| Leonor de Württemberg | Pai: Cristóvão, Duque de Württemberg   | Avô paterno: Ulrico, Duque de Württemberg           | Bisavó paterna: Isabel de Zweibrücken-Bitsch                 |
| Leonor de Württemberg | Pai: Cristóvão, Duque de Württemberg   | Avó paterna: Sabina da Baviera                      | Bisavô paterno: Alberto IV, Duque da Baviera                 |
| Leonor de Württemberg | Pai: Cristóvão, Duque de Württemberg   | Avó paterna: Sabina da Baviera                      | Bisavó paterna: Cunegunda da Áustria                         |
| Leonor de Württemberg | Mãe: Ana Maria de Brandemburgo-Ansbach | Avô materno: Jorge, Marquês de Brandemburgo-Ansbach | Bisavô materno: Frederico I, Marquês de Brandemburgo-Ansbach |
| Leonor de Württemberg | Mãe: Ana Maria de Brandemburgo-Ansbach | Avô materno: Jorge, Marquês de Brandemburgo-Ansbach | Bisavó materna: Sofia da Polónia                             |
| Leonor de Württemberg | Mãe: Ana Maria de Brandemburgo-Ansbach | Avó materna: Edviges de Münsterberg-Oels            | Bisavô materno: Carlos I, Duque de Münsterberg-Oels          |
| Leonor de Württemberg | Mãe: Ana Maria de Brandemburgo-Ansbach | Avó materna: Edviges de Münsterberg-Oels            | Bisavó materna: Ana de Żagań                                 |